# سيدني بلنت
سيدني بلنت (بالإنجليزية: Sidney Blunt)‏ (13 أبريل 1902 في المملكة المتحدة - 1965 بولفرهامبتن في المملكة المتحدة) هو لاعب كرة قدم بريطاني (وحمل سابقاً جنسية المملكة المتحدة لبريطانيا العظمى وأيرلندا) في مركز الدفاع. لعب مع بورت فايل وشروزبري تاون ونادي هيرفورد ووولفرهامبتون واندررز وLichfield City F.C. ‏ ونادي ووستر سيتي.